# Percnarcha
Percnarcha é um gênero de mariposa pertencente à família Acrolepiidae.